# Anelytra compressa
Anelytra compressa är en insektsart som beskrevs av Shi, F-m. och Jiang-Ping Qiu 2009. Anelytra compressa ingår i släktet Anelytra och familjen vårtbitare. Inga underarter finns listade i Catalogue of Life.